# 库尔帕尼亚
库尔帕尼亚（Kurpania），是印度贾坎德邦Bokaro县的一个城镇。总人口7440（2001年）。

## 人口
该地2001年总人口7440人，其中男性3982人，女性3458人；0—6岁人口1054人，其中男572人，女482人；识字率67.14%，其中男性为74.54%，女性为58.62%。